# Coppa delle nazioni oceaniane 2002
La Coppa delle nazioni oceaniane 2002 (2002 OFC Nations Cup) fu la sesta edizione della Coppa delle nazioni oceaniane, competizione calcistica per nazionali organizzata dalla OFC. La competizione si svolse in Nuova Zelanda dal 5 luglio 2002 al 15 luglio 2002 e vide la partecipazione di sei squadre: Australia, Figi, Isole Salomone, Nuova Caledonia, Nuova Zelanda, Papua Nuova Guinea), Tahiti e Vanuatu. Il torneo valse anche come qualificazione per la FIFA Confederations Cup 2003.

## Formula
- Qualificazioni

Le prime sei squadre membri dell'OFC con il più alto coefficiente FIFA al 17 Ottobre 2001 sono qualificate direttamente alla fase finale: Australia (48°), Nuova Zelanda (84°), Figi (123°), Tahiti (128°), Isole Salomone (134°) e Vanuatu (168°). Col ritiro delle Isole Cook, rimangono 5 squadre che giocano partite di sola andata in un girone unico; le prime due classificate occupano gli ultimi 2 posti disponibili per la fase finale.
- Fase finale

Fase a gruppi - 8 squadre, divise in due gruppi da quattro squadre. Giocano partite di sola andata, e le prime due classificate si qualificano alle semifinali.
Fase a eliminazione diretta - 4 squadre, con semifinali e finali per il terzo e primo posto. La vincente si laurea campione OFC e si qualifica alla FIFA Confederations Cup 2003.

## Squadre
| Pr. | Squadra            | Data di qualificazione certa | Partecipante in quanto                                        | Partecipazioni precedenti al torneo | Ultima presenza         |
| --- | ------------------ | ---------------------------- | ------------------------------------------------------------- | ----------------------------------- | ----------------------- |
| 1   | Australia          | 17 ottobre 2001              | Qualificata di diritto                                        | 4 (1980, 1996, 1998, 2000)          | Polinesia francese 2000 |
| 2   | Figi               | 17 ottobre 2001              | Qualificata di diritto                                        | 3 (1973, 1980, 1998)                | Australia 1998          |
| 3   | Isole Salomone     | 17 ottobre 2001              | Qualificata di diritto                                        | 3 (1973, 1980, 2000)                | Polinesia francese 2000 |
| 4   | Nuova Zelanda      | 17 ottobre 2001              | Qualificata di diritto                                        | 5 (1973, 1980, 1996, 1998, 2000)    | Polinesia francese 2000 |
| 5   | Tahiti             | 17 ottobre 2001              | Qualificata di diritto                                        | 5 (1973, 1980, 1996, 1998, 2000)    | Polinesia francese 2000 |
| 6   | Vanuatu            | 17 ottobre 2001              | Qualificata di diritto                                        | 4 (1973, 1980, 1998, 2000)          | Polinesia francese 2000 |
| 7   | Papua Nuova Guinea | 18 marzo 2002                | 1ª classificata del gruppo unico della fase di qualificazione | 1 (1980)                            | Nuova Caledonia 1980    |
| 8   | Nuova Caledonia    | 18 marzo 2002                | 2ª classificata del gruppo unico della fase di qualificazione | 2 (1973, 1980)                      | Nuova Caledonia 1980    |

Nella sezione "partecipazioni precedenti al torneo", le date in grassetto indicano che la nazione ha vinto quella edizione del torneo, mentre le date in corsivo indicano la nazione ospitante.

## Fase finale

### Fase a gruppi

#### Gruppo A
| Pos | Squadra         | G | V | N | P | GF | GS | DG  | Pt | Risultato                        |
| --- | --------------- | - | - | - | - | -- | -- | --- | -- | -------------------------------- |
| 1   | Australia       | 3 | 3 | 0 | 0 | 21 | 0  | +21 | 9  | Qualificate alla fase successiva |
| 2   | Vanuatu         | 3 | 2 | 0 | 1 | 2  | 2  | 0   | 6  | Qualificate alla fase successiva |
| 3   | Figi            | 3 | 1 | 0 | 2 | 2  | 10 | −8  | 3  |                                  |
| 4   | Nuova Caledonia | 3 | 0 | 0 | 3 | 1  | 14 | −13 | 0  |                                  |

| Arbitro: | Rugg |

|                      |           |            |
| Toma 23’ Bukaudi 49’ | Marcatori | 79’ Sinedo |

| Arbitro: | Ariiotima |

|                          |           |  |
| Mori 69’ Despotovski 85’ | Marcatori |  |

| Arbitro: | Sosongan |

|            |           |  |
| Marango 6’ | Marcatori |  |

| Arbitro: | Rugg |

| |           |  |
| Despotovski 2’, 56’ (rig.) 76’, 77’ Horvat 15’ Chipperfield 22’, 35’ Mori 34’ Costanzo 83’ Porter 86’ Trimboli 90+’ | Marcatori |  |

| Arbitro: | Ariiotima |

|          |           |  |
| Iwai 76’ | Marcatori |  |

| Arbitro: | Sosongan |

|                                                                          |           |  |
| Milicic 4’ Porter 7’, 12’, 45’, 52’ Jurić 36’ Trimboli 46’ De Amicis 89’ | Marcatori |  |

#### Gruppo B
| Pos | Squadra            | G | V | N | P | GF | GS | DG  | Pt | Risultato                        |
| --- | ------------------ | - | - | - | - | -- | -- | --- | -- | -------------------------------- |
| 1   | Nuova Zelanda      | 3 | 3 | 0 | 0 | 19 | 2  | +17 | 9  | Qualificate alla fase successiva |
| 2   | Tahiti             | 3 | 2 | 0 | 1 | 6  | 7  | −1  | 6  | Qualificate alla fase successiva |
| 3   | Isole Salomone     | 3 | 0 | 1 | 2 | 3  | 9  | −6  | 1  |                                  |
| 4   | Papua Nuova Guinea | 3 | 0 | 1 | 2 | 2  | 12 | −10 | 1  |                                  |

| Albany 5 luglio 2002 | Papua Nuova Guinea | 0 – 0 | Isole Salomone | North Harbour Stadium (1000 spett.)\| Arbitro: \| Breeze \| |
| Arbitro:             | Breeze             |       |                |                                                             |

| Arbitro: | Attison |

|                                                  |           |  |
| Nelsen 30’ Vicelich 49’ Urlovic 80’ Campbell 88’ | Marcatori |  |

| Arbitro: | Breeze |

|                                            |           |                      |
| Booene 42’ Tagawa 57’ Fatupua-Lecaill 90+’ | Marcatori | 8’ Daudau 25’ Menapi |

| Arbitro: | Rakaroi |

|                                                                                   |           |                 |
| Killen 9’, 10’, 28’, 51’ Campbell 27’, 85’ Nelsen 54’ Burton 87’ de Gregorio 90+’ | Marcatori | 35’ (rig.) Aisa |

| Arbitro: | Rakaroi |

|                            |           |            |
| Garcia 29’ Tagawa 49’, 64’ | Marcatori | 43’ Davani |

| Arbitro: | Attison |

|                                                            |           |             |
| Vicelich 28’, 45’ Urlovic 42’ Campbell 50’, 75’ Burton 88’ | Marcatori | 73’ Faarodo |

### Fase a eliminazione diretta

#### Tabellone
|  | Semifinali    | Semifinali    | Semifinali    |               |           | Finale          | Finale          | Finale          |  |
|  |               |               |               |               |           |                 |                 |                 |  |
|  | Australia     | Australia     | 2             |               |           |                 |                 |                 |  |
|  | Australia     | Australia     | 2             |               |           |                 |                 |                 |  |
|  | Tahiti        | Tahiti        | 1             |               |           |                 |                 |                 |  |
|  | Tahiti        | Tahiti        | 1             |               | Australia | Australia       | 0               |                 |  |
|  |               |               |               |               | Australia | Australia       | 0               |                 |  |
|  |               |               | Nuova Zelanda | Nuova Zelanda | 1         |                 |                 |                 |  |
|  | Nuova Zelanda | Nuova Zelanda | Nuova Zelanda | Nuova Zelanda | 1         | 3               |                 |                 |  |
|  | Nuova Zelanda | Nuova Zelanda |               |               |           | 3               |                 |                 |  |
|  | Vanuatu       | Vanuatu       | 0             |               |           | Finale 3º posto | Finale 3º posto | Finale 3º posto |  |
|  | Vanuatu       | Vanuatu       | 0             |               |           |                 |                 |                 |  |
|  |               |               |               |               |           |                 |                 |                 |  |
|  |               |               |               |               |           | Tahiti          | Tahiti          | 1               |  |
|  |               |               |               |               |           | Tahiti          | Tahiti          | 1               |  |
|  |               |               |               |               |           | Vanuatu         | Vanuatu         | 0               |  |

#### Semifinali
| Arbitro: | Rugg |

|                          |           |              |
| Porter 88’ Mori 96’ (gg) | Marcatori | 38’ Zaveroni |

| Arbitro: | Breeze |

|                            |           |  |
| Burton 13’, 65’ Killen 23’ | Marcatori |  |

#### Finale per il 3º posto
| Arbitro: | Rakaroi |

|           |           |  |
| Auraa 65’ | Marcatori |  |

#### Finale per il 1º posto
| Arbitro: | Ariiotima |

|            |           |  |
| Nelsen 78’ | Marcatori |  |

## Statistiche

### Classifica marcatori
5 reti
- Bobby Despotovski
- Joel Porter

- Chris Killen
- Jeff Campbell

4 reti
- Mark Burton

3 reti
- Damian Mori
- Ivan Vicelich

- Ryan Nelsen
- Felix Tagawa

2 reti
- Paul Trimboli
- Scott Chipperfield
- Paul Urlovic

1 rete
- Steve Horvat
- Angelo Costanzo
- Ante Milicic
- Ante Juric
- Fausto De Amicis
- Mehmet Duraković
- Junior Bukaudi
- Veresa Toma
- Andre Sinedo
- Raf de Gregorio
- Joe Aisa

- Reginald Davani
- Commins Menapi
- Henry Fa'arodo
- Patterson Daudau
- Samuel Garcia
- Steve Fatupua-Lecaill
- Sylvain Booene
- Tetahio Auraa
- Teva Zaveroni
- Richard Iwai
- Willie August Marango